# 본즈 (기업)
주식회사 본즈(일본어: 株式会社 ボンズ, 영어: bones inc.)은 일본의 애니메이션 제작사이다. 카우보이 비밥 등에 참여했던 애니메이션 프로듀서 미나미 마사히코가, 선라이즈로부터 나와 프리 애니메이터인 오오사카 히로시, 카와모토 토시히로와 함께 1998년 10월에 스기나미구 이구사에 설립한 애니메이션 제작 스튜디오. 평균적으로 레벨이 높은 고퀄리티 작품으로 관객을 매료시키는 애니메이션 작품을 만드는 것이 특징으로, 특히 《강철의 연금술사》와 《라제폰》, 《DARKER THAN BLACK-흑의계약자》 등의 작품에서 그 경향이 보인다. 영어표기,원작자표기는 BONES로, 이것은 미나미사장의 '뼈있는 애니메이션을 만들고싶다'라는 생각에서부터 명명되었다. 극장판 카우보이비밥-천국의문에서는 제작:선라이즈, 본즈, 반다이 비주얼로 되어 있다. 이것은 미나미와 카와모토가 이 작품(카우보이비밥)의 테레비시리즈 시절의 핵심맴버이자, 동시에 본즈가 이 작품에 출자하고 있기 때문이다.

## 역사
《기동전사 건담 0083 스타더스트 메모리》,  《기동무투전 G 건담》,  《질풍! 아이언리거》, 《천공의 에스카플로네》, 《카우보이 비밥》 등의 작품을 담당했던 선라이즈 제2스튜디오 스태프가 1998년 10월 독립. 제2스튜디오의 프로듀서였던 미나미 마사히코가 대표가 되어 신뢰를 두는 프리 애니메이터 오사카 히로시, 카와모토 토시히로 등을 권유해 설립했다.
영어 표기·원작자 표기는 'BONES'. 영어의 "bone"(뼈)에 복수형 "s"를 붙인 것으로, 설립 당초 8명 정도의 뼈와 같은 회사에 살을 붙여 나가자는 생각에서 이름을 지었다. 또 가요 〈뼈까지 사랑해〉에도 있어 여러 사람이 사랑해줬으면 하는 바람도 담았다.
독립 당초는 선라이즈 제2스튜디오에 임대하는 형태로, 스태프가 선라이즈 시절에 관련되어 있던 작품의 극장판(《에스카플로네》와 《카우보이 비밥 천국의 문》)의 실제작을 도급받았다. 이러한 작품에는 출자도 하고 있기 때문에, 선라이즈나 반다이 비주얼과 연명으로 제작에 크레딧되고 있다(《에스카플로네》에서는 제작 협력). 또, 전 상사였던 우에다 마스로는, 이들 작품에 선라이즈측의 프로듀서로서 참가했다.
2000년에 첫 자사 원청 작품이 되는 《기교기전 히오우전기》를 방송했다. 이후 《강철의 연금술사》, 《나의 히어로 아카데미아》 등 원작물의 애니메이션화와 에우레카 세븐 시리즈 등 오리지널 작품을 발표했다. 액션 등 치밀한 작화력, 창작자 주도형 작풍이 스튜디오의 특징으로 꼽힌다.
2008년에 인터넷에서 소속되어 있는 스탭들의 리스트가 유출되는 소동이 일어났다. 이 건에 대해 본즈는 "사내 관리정보파일이 유출된 것은 아니다"라고 해명하고 있다.

## 작품
기동천사 엔젤릭 레이어
- 제작년도: 2001년
- 공동제작: 클램프
- 장르: 액션,코미디,드라마,공상과학
- 원작:클램프
- 화수,시간: 26화, 22분

카우보이 비밥 : 천국의 문
- 제작년도: 2001년
- 공동제작: 선라이즈
- 장르: 액션,공상과학,드라마
- 원작: 하지메 야타테
- 화수,시간: 극장판, 115분

교향시편 유레카 세븐(에우레카 세븐)
- 제작년도: 2005~2006년
- 장르: 메카,공상과학,소년물
- 원작: 본즈
- 화수,시간: 50화, 25분

강철의 연금술사
- 제작년도: 2003~2004년
- 장르: 드라마,코미디,액션,판타지
- 원작: 아라카와 히로무
- 화수,시간: 51화, 24분

강철의 연금술사 : 샴발라를 정복하는 자
- 제작년도: 2005년
- 장르: 드라마,코미디,액션,판타지
- 원작: 아라카와 히로무
- 화수,시간: 극장판, 105분

기교기전 히오우 전기
- 제작년도: 2000~2001년
- 장르: 모험,메카,소년물
- 원작: 본즈
- 화수,시간: 26화, 25분

현란무답제 더 마즈 데이브레이크
- 제작년도: 2004년
- 장르: 공상과학,드라마
- 원작: 소니컴퓨터엔터테인먼트
- 화수,시간: 24화, 24분

크라우 팬텀 메모리
- 제작년도: 2004년
- 장르: 공상과학,드라마
- 원작: 본즈
- 화수,시간: 24화, 24분

라제폰
- 제작년도: 2001~2002년
- 장르: 공상과학,메카,드라마
- 원작: 이즈부치 유타카
- 화수,시간: 26화, 24분

라제폰 인터루드 OVA
- 제작년도: 2003년
- 장르: 공상과학,메카,드라마
- 원작: 이즈부치 유타카
- 화수,시간: 1편의 OVA, 15분

라제폰 : 다원변주곡 
- 제작년도: 2002년
- 장르: 공상과학,메카,드라마
- 원작: 본즈,이즈부치 유타카
- 화수,시간: 극장판, 120분

스크랩드 프린세스
- 제작년도: 2003년
- 장르: 코미디,판타지,드라마,공상과학
- 원작: 사카치 이치로
- 화수,시간: 24화, 25분

울프스 레인
- 제작년도: 2003년
- 장르: 액션,모험,공상과학,판타지
- 원작: 노부모토 케이코
- 화수,시간: 1-30화, 25분

오란고교 호스트부
- 제작년도: 2006년
- 장르: 학원,코믹,연애
- 원작: 하토리 비스코
- 화수,시간: 26화, 25분

수왕성
- 제작년도: 2006년
- 장르: 액션,모험,공상과학,판타지
- 원작: 이츠키 나츠미
- 화수,시간: 11화, 25분

천보이문 아야카시 아야시
- 제작년도: 2006년
- 장르: 액션,모험,공상과학,판타지
- 원작: 본즈
- 화수,시간: 25화, 25분

DARKER THAN BLACK -검은 계약자-
- 제작년도: 2007년
- 장르: 액션,모험,공상과학,판타지
- 원작: 본즈
- 화수,시간: (TV 미방영분을 포함하여)26화, 25분

스컬맨 THE SKULL MAN
- 제작년도: 2007년
- 장르: 액션,모험,공상과학,판타지
- 원작: 이시노모리 쇼타로
- 화수,시간: 13화, 25분

DARKER THAN BLACK -유성의 제미니(쌍둥이)-
- 제작년도: 2009년
- 장르: 액션,모험,공상과학,판타지
- 원작: 본즈
- 화수,시간: 12화 완결, 25분

No.6
- 제작년도 : 2011년
- 장르 : 공상과학, 판타지
- 방송사 : 후지TV
- 화수, 시간 : 11화, 약 25분

UN-GO
- 제작년도 : 2011년
- 장르 : 판타지
- 원작 : 사카쿠치 안고
- 방송사 : 후지TV
- 화수,시간 : 13화, 약 23분

### 내용주
1. ↑  《질풍! 아이언 리거》까지는 선라이즈 제3 =스튜디오.
2. ↑  시기적으로는 '카우보이 비밥'의 지상파 방송 1 쿨이 끝나고, 위성 방송에서의 전화 방송에 맞춰 제작 속행 중이었다.

### 참조주
1. 1 2  ”「ボンズ20周年記念展」明日から、“骨のある”作品群を豊富な資料で振り返る”. コミックナタリー. (2018年10月25日). 2018年11月30日閲覧。
2. ↑  "ボンズ特集". バンダイチャンネル
3. ↑  “スタッフの皆様の情報データアップロードに関するお知らせ”. 《BONES NEWS》. ボンズ. 2008년 7월 6일. 2011년 11월 17일에 원본 문서에서 보존된 문서. 2017년 4월 4일에 확인함.